# ADN-polymérase I

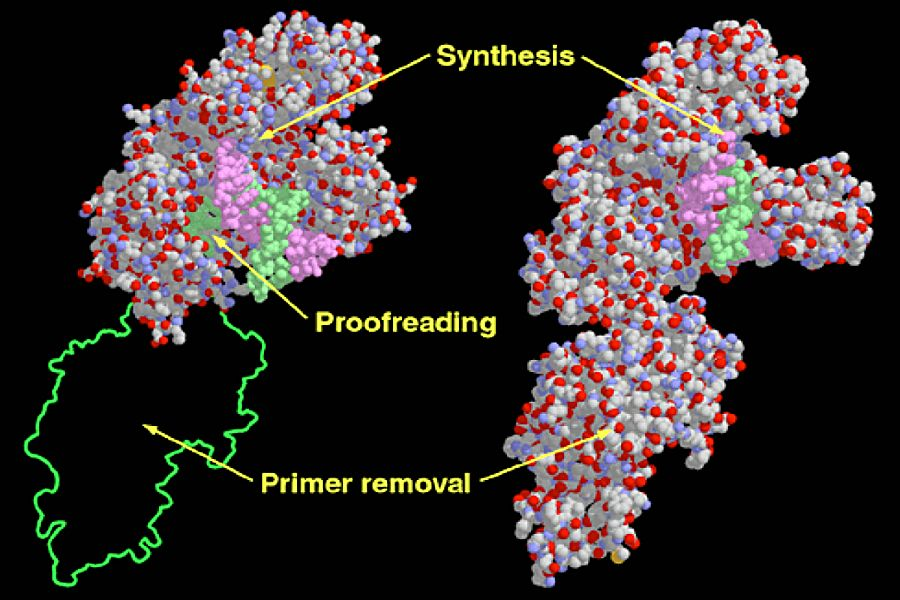
Domaines fonctionnels du fragment de Klenow (à gauche) et de l'ADN polymérase I (à droite).

L'ADN-polymérase I, ou pol I, est une ADN-polymérase présente chez les bactéries et intervenant dans la réplication de l'ADN. Elle est la toute première polymérase découverte, en 1956. Chez E. coli, elle est codée dans le gène polA et compte 928 résidus d'acides aminés ; c'est un exemple d'enzyme processive, c'est-à-dire capable de catalyser un grand nombre de polymérisations successives.
Elle possède quatre activités enzymatiques distinctes :
- activité polymérase 5’ → 3’, qui a besoin d'une amorce et d'un brin d'ADN servant de modèle appelé matrice ;
- activité exonucléase 3’ → 5’ permettant la correction des erreurs de polymérisation par excision des nucléotides incorrects du point de vue de l'appariement des bases nucléiques ;
- activité exonucléase 5’ → 3’ permettant la réparation de l'ADN ;
- activité transcriptase inverse, vraisemblablement sans signification biologique importante, permettant de produire des fragments d'ADN à partir d'un brin d'ARN, mais avec une efficacité considérablement réduite (environ 0,1 à 0,4 % de celle de l'activité transcriptase directe)[2].

Au cours de la réplication, la ribonucléase H (spécifique des hétéroduplex (ARN/ADN) élimine du brin retardé l'amorce d'ARN générée par la primase permettant à l'ADN polymérase I de compléter les désoxyribonucléotides manquants entre les fragments d'Okazaki dans le sens 5’ → 3’, corrigeant les erreurs de transcription au fur et à mesure de sa progression. L'ADN-ligase assure ensuite la suture entre les fragments d'Okazaki afin de produire un brin d'ADN continu.
Bien qu'elle ait été découverte en premier, il est rapidement apparu évident que cette ADN-polymérase n'était pas celle qui permettait d'expliquer la réplication de l'ADN chez E. coli. En effet, celle-ci requiert une vitesse d'environ 1 000 nucléotides par seconde, alors que la taux de l'ADN polymérase I avoisine 10 à 20 nucléotides par seconde. Par ailleurs, son abondance d'environ 400 molécules par cellule ne correspondait pas avec le fait qu'il y a typiquement deux fourches de réplication par cellule chez E. coli. Enfin, elle n'est pas suffisamment processive pour permettre la réplication d'un génome entier, car elle interrompt la réplication après l'insertion de 25 à 50 nucléotides.
Ce n'est qu'avec la découverte de l'ADN-polymérase III que la principale enzyme de réplication de l'ADN chez les bactéries a été identifiée.